# دورا نلسون (فیلم ۱۹۳۵)
«دورا نلسون» (انگلیسی: Dora Nelson) فیلمی در ژانر کمدی به کارگردانی رنه گویسار است که در سال ۱۹۳۵ منتشر شد.